# Józef Maria Bocheński
Józef Franciszek Emanuel Bocheński, imię zakonne Innocenty Maria (ur. 30 sierpnia 1902 w Czuszowie, zm. 8 lutego 1995 we Fryburgu) – logik, historyk logiki i filozof, sowietolog, dominikanin, katolicki prezbiter, rektor Uniwersytetu we Fryburgu (1964–1966).

## Życiorys
Pochodził z rodziny ziemiańskiej herbu Rawicz. Był starszym bratem Adolfa Marii Bocheńskiego, Aleksandra Bocheńskiego i Olgi Zawadzkiej. Po ukończeniu gimnazjum we Lwowie (1920), jako ochotnik brał udział w wojnie polsko-bolszewickiej, walcząc w 8 pułku ułanów. Od 1920 studiował prawo na Uniwersytecie Jana Kazimierza we Lwowie, po dwóch latach przeniósł się do Poznania, gdzie przez 4 lata studiował ekonomię i ekonomię polityczną pod kierunkiem m.in. Floriana Znanieckiego i Czesława Znamierowskiego. Podczas studiów był związany z ugrupowaniami monarchistycznymi, m.in. w 1926 jako prezes Organizacji Młodzieży Monarchistycznej. W czasie studiów został także przyjęty do korporacji akademickiej Corona.
Podczas przewrotu majowego w 1926 opowiedział się po stronie legalnego rządu. W tym samym roku, za namową o. Jacka Woronieckiego, wstąpił do seminarium duchownego w Poznaniu (święcenia kapłańskie otrzymał 6 lat później), a w roku następnym wstąpił do nowicjatu Zakonu Kaznodziejskiego św. Dominika. W latach 1928–1931 studiował filozofię na uniwersytecie we Fryburgu. Następnie odbył studia teologiczne w Rzymie, które ukończył z tytułem doktora. Od 1934 uczył logiki w Collegium Angelicum w Rzymie (w latach 1934–1940 był tam profesorem). Dwukrotnie (w 1932 i 1934) brał udział w Międzynarodowych Kongresach Tomistycznych. W 1938 habilitował się na Uniwersytecie Jagiellońskim na podstawie pracy Z historii logiki zdań modalnych.
W czasie II wojny światowej był kapelanem Wojska Polskiego w 80 pułku piechoty, podczas kampanii wrześniowej brał udział w bitwie pod Kockiem z Samodzielną Grupą Operacyjną „Polesie” generała Franciszka Kleeberga, a także w 2 Korpusie we Włoszech, gdzie brał udział m.in. w bitwie pod Monte Cassino.
Od 1950 profesor filozofii współczesnej na Uniwersytecie we Fryburgu, gdzie w latach 1964–1966 był rektorem; kierownik Instytutu Europy Wschodniej (Osteuropa-Institut in Freiburg) we Fryburgu, redaktor czasopisma „Studies in Soviet Thought” i serii wydawniczej „Sovietica”. Członek Polskiego Towarzystwa Naukowego na Obczyźnie.
Znany z niespożytej energii i niekonwencjonalnych form zachowania; mając już prawie 70 lat, uzyskał licencję pilota.
3 maja 1987 został odznaczony przez władze RP na uchodźstwie Krzyżem Komandorskim Orderu Odrodzenia Polski. W 1994 r. został członkiem zagranicznym PAN. W 1990 otrzymał doktorat honoris causa UJ.

## Myśl
Bocheński był logikiem, historykiem logiki i badaczem filozofii i myśli współczesnej: historia logiki i krytyka kultury współczesnej wyznaczały dwa główne pola jego badań. Początkowo poświęcał się przede wszystkim badaniom logicznym, utrudniały je jednak panujące w czasach jego młodości ograniczenia: katolickie środowiska akademickie niechętnie odnosiły się do współczesnej logiki formalnej, kojarząc ją z niechętnym religii neopozytywizmem. W tej sytuacji Bocheński musiał zająć się badaniami nad historią logiki, która od takich podejrzeń była wolna. Historii logiki poświęcił już swoją pracę habilitacyjną Z historii logiki zdań modalnych (1938) oraz dzieło Elementa logica Graecae (1937). Syntezą wielu szczegółowych badań i licznych publikacji Bocheńskiego z historii logiki jest dzieło Formale Logik (1956). Kilkukrotnie zmieniał poglądy filozoficzne. W młodości żywił sympatię do kantyzmu, później został zwolennikiem tomizmu, który łączył z filozofią analityczną. Na początku lat 60. porzucił tomizm, dokonując rewizji swoich poglądów na rozwój filozofii europejskiej i tworząc własny system analitycznej filozofii chrześcijańskiej.
Bocheński dzielił historię logiki na trzy krótkie okresy szybkiego rozwoju, przedzielane długimi okresami niemal całkowitego upadku. Te okresy rozwoju to IV/III w. p.n.e. (logika arystotelesowska i logika stoicka), XIII i XIV w. (logika scholastyczna) oraz okres współczesny, zaczynający się pod koniec XIX w. (rozwój logiki matematycznej). Stanowią one jednocześnie czasy największego rozkwitu filozofii – pierwszy wydał Arystotelesa, drugi św. Tomasza, trzeci współczesną filozofię analityczną. Historia logiki pokazuje według Bocheńskiego, że logika i metodologia rozwijają się i doskonalą, nie są więc niezmienne jako narzędzia poznawcze. Narzędzia te w najdoskonalszej obecnie fazie rozwoju wykorzystuje jedynie filozofia analityczna, i tylko ona jest filozofią naukową. Inne niż filozofia analityczna kierunki filozoficzne współczesności są natomiast wyrazem upadku logiki i filozofii i stanowią przedmiot zainteresowania drugiego z nurtów myśli Bocheńskiego, krytyki kultury współczesnej.
Bocheński był krytykiem marksizmu. Ściśle odróżniał myśl Marksa jako socjologa od późniejszego marksizmu-leninizmu. Marksizm, a zwłaszcza marksizm-leninizm uznawał za syntezę i kulminację wszystkich nowożytnych zabobonów. W jego skład wchodzą: scjentyzm jako zabobon o wszechmocy poznawczej nauki, antropocentryzm jako zabobon o szczególnej pozycji człowieka we wszechświecie, progresywizm jako zabobon o nieograniczonym postępie historycznym i prometeizm jako zabobon o wszechmocy człowieka możliwej do osiągnięcia dzięki nauce i technice. Za jedyną żywą cywilizację naszych czasów uważał cywilizację europejską, która według niego opiera się na trzech fundamentach: 1) grecki stosunek do czystej formy; 2) rzymski stosunek do społeczeństwa (w głównej mierze na ten czynnik składa się prawo rzymskie); 3) judeochrześcijańskie podejście do spraw egzystencjalnych.
Bezkompromisowo ganił intelektualistów kolaborujących z komunizmem (nazywał ich „zgniłkami”, przy czym jak sam podkreślał jest to stwierdzenie naukowe, oznaczające ludzi, którzy nie wierzą w prawdę oraz są produktem rozkładającego się społeczeństwa), a po 1989 domagał się nie tylko konsekwentnej dekomunizacji, ale również eliminacji z życia politycznego „lizusów, ludzi bez charakteru, bez kręgosłupa”. W latach 1955–1956 uczestniczył w procesie Komunistycznej Partii Niemiec, który toczył się przed Trybunałem Konstytucyjnym w Karlsruhe (ostatecznie stronnictwo zostało zdelegalizowane).
W dziedzinie ekonomii Bocheński opracował logiczną analizę współczesnego przedsiębiorstwa. W tej analizie wyodrębnił czynniki zewnętrzne mające wpływ na działanie przedsiębiorstwa, a przede wszystkim wyeksponował rolę przedsiębiorcy, którego inwencja, pracowitość i zaangażowanie warunkują rozwój przedsiębiorstwa. Podał rozróżnienie przedsiębiorcy od kapitalisty (uznał, że zwykle są to różne osoby). W dziedzinie filozofii opracował pojęcie autorytetu. Podał rozróżnienie na autorytet epistemiczny i autorytet deontyczny.
Był twórcą pojęcia „hawelizm” (hebr. hawel – „marność”) – koncepcji braku absolutnej i wiecznej szczęśliwości w rzeczach przyziemnych, opartej na biblijnym motywie vanitas – myśli przewodniej Księgi Koheleta (Marność nad marnościami i wszystko marność (Koh 1,2) z łac. Vanitas vanitatum et omnia vanitas, po hebr. Hawel hawelim hakol hawel) lub buddyjskich naukach Hinajany. Bocheński uważał hawelizm za fałszywy pogląd. Dopatrywał się go w buddyzmie, u niektórych pisarzy chrześcijańskich oraz niechrześcijańskich myślicieli.

## Publikacje
Bibliografia publikacji Bocheńskiego obejmuje około 1000 pozycji, w tym wiele wydań książkowych w różnych językach. Poniższe zestawienie przedstawia wybór publikacji książkowych.
- De virtute militari
- La logique de Théophraste Fribourg, 1947
- Europäische Philosophie der Gegenwart, 1947
- Formale Logik. Geschichte, 1956
- Handbuch des Weltkommunismus, 1958
- Ku filozoficznemu myśleniu, 1959 (wyd. pol. 1986, PAX)
- Logika religii, 1965 (wyd. pol. 1990)
- Sto zabobonów, 1987 w drugim obiegu, Wydawnictwo Kurs, 1988, Wydawnictwo Philed, 1992[13]
- Marksizm – leninizm. Nauka czy wiara?, 1988 w drugim obiegu, Wydawnictwo Antyk – dwa wydania w podziemiu (wyd. I w serii Biblioteka Konserwatysty im. ks. Adama J. Czartoryskiego), 1999 Wydawnictwo Antyk – Marcin Dybowski, 2006 Fundacja Pomocy Antyk
- Katastrofa pacyfizmu, 1989 w drugim obiegu, Wydawnictwo Antyk (w serii Biblioteka Konserwatysty im. ks. Adama J. Czartoryskiego)
- Podręcznik mądrości tego świata, Wydawnictwo Philed, 1992
- Logika i filozofia. Wybór pism, 1993
- De virtute militari, 1993
- Religia w Trylogii, Wydawnictwo Philed, 1993
- Współczesne metody myślenia, Wydawnictwo W Drodze, 1992
- Sens życia i inne eseje, 1993 (pol.), Wydawnictwo Antyk – Marcin Dybowski, 2008
- Wspomnienia, Wydawnictwo Nadar, 1994, Wydawnictwo Antyk – Marcin Dybowski, 2008
- Szkice o nacjonalizmie i katolicyzmie polskim, Wydawnictwo Antyk – Marcin Dybowski, 1995, 1999, 2008
- Patriotyzm. Męstwo. Prawość żołnierska, 1995, Wydawnictwo Antyk – Marcin Dybowski (wydanie pod nowym tytułem Katastrofy pacyfizmu, ale z uwzględnieniem poprawek i naniesień Autora), 2008
- Między logiką a wiarą. Z Józefem M. Bocheńskim rozmawia Jan Parys, Noir sur Blanc 1988
- Il maestro di coloro che sanno. Z Ojcem Profesorem Józefem M. Bocheńskim rozmawia Jarosław Kozak, Fribourg: [brak wydawcy], 1993. - 21 stron
- Lewica, religia, sowietologia, 1996
- Polski Testament. Ojczyzna, Europa, Cywilizacja, 1999, Wydawnictwo Antyk – Marcin Dybowski, Fundacja Pomocy Antyk, 2006, 2008
- Kazania i przemówienia, t. 1, Wydawnictwo Salwator 2000
- Kazania i przemówienia, t. 2, Wydawnictwo Salwator 2005
- Listy do ojca, Wydawnictwo Salwator 2007
- Logika, Wydawnictwo Salwator 2016

## Upamiętnienie
Uchwałą z 18 października 2019 Senat RP IX kadencji zdecydował o ustanowieniu roku 2020 Rokiem Ojca Józefa Marii Bocheńskiego. W lutym 2020 miała miejsce premiera poświęconego mu spektaklu Teatru Telewizji pt. Negocjator. W 2020 r. Poczta Polska wyemitowała w nakładzie 135 tys. sztuk znaczek pocztowy o nominale 3,30 zł upamiętniający Józefa Marię Bocheńskiego.